# Jacques Dunant
Jacques Dunant (Ginebra, Suiza; 1858 - Niza, Francia; 1939) fue un arquitecto suizo francés representante del academicismo francés, que realizó algunas obras en Europa, pero sobre todo se destacó en la Argentina, adonde tuvo sus mayores encargos y proyectos.

## Semblanza
Dunant se graduó como arquitecto en la Escuela de Bellas Artes de París. En 1889 trabajó en el montado del Pabellón Argentino proyectado por Albert Ballú para la Exposición Universal de París.
A principios del año 1895 fue convocado un concurso internacional a efectos de elegir el mejor proyecto para la construcción del nuevo edificio del Congreso de la Nación. El decreto correspondiente creó una Comisión, la cual quedó integrada el 20 de febrero de 1895 por Carlos Pellegrini, los senadores Rafael Igarzábal y Carlos Doncel y los diputados Francisco Alcobendas y Alfredo Demarchi. Esta elaboró, entre el 22 de marzo de 1895 y el 1º de diciembre de 1896, diecinueve actas y en la quinta se hace constar que, como consultores, se nombra a tres arquitectos para “explicar verbalmente los planos” presentados al Concurso; y estos fueron Joaquín Mariano Belgrano, Juan Antonio Buschiazzo y Jacques Dunant. Tres meses después se aceptarían los planos nuevos presentados por Vittorio Meano, el arquitecto premiado.
En la República Argentina, sus obras más importantes fueron la Catedral de San Isidro (1898), la estancia "Huetel" en Carlos Casares (1905), el Hotel de Sierra de la Ventana, el Instituto Bacteriológico "Carlos Malbrán", el Teatro Ateneo y el Municipal de Bahía Blanca, la Residencia Ortiz Basualdo en Avenida de Mayo 776, los Palacios San Fernando, Santamarina (en Punta Chica) y Dosé-Armstrong (en Avenida Alvear y pasaje Schiaffino, fue demolido) y varios chalets de veraneo en Mar del Plata. 
Otros edificios suyos que siguen en pie están en Paraná 471 y en Avenida Callao 362. En 1896 fue parte del jurado que eligió el proyecto ganador del Concurso para el Palacio del Congreso de la Nación Argentina, finalmente escogido el de Vittorio Meano.
También es de destacar las obras Monumentales de las Escuelas del Centenario, distribuidas por todo el país, creada por una Ley Nacional sancionada en 1910 por motivo del Centenario de la Revolución de Mayo.
En varias ocasiones trabajó con arquitectos compatriotas, como Gastón Mallet o Charles Paquin. Con Mallet proyectó el Centro Naval, en Avenida Córdoba y Florida; el gran edificio de viviendas para la Caja Internacional Mutual de Pensiones, en Avenida Corrientes y Avenida Pueyrredón; y otro edificio de departamentos en Avenida Córdoba y San Martín; y el Hotel Casino Carrasco de Montevideo.

## Galería de obras

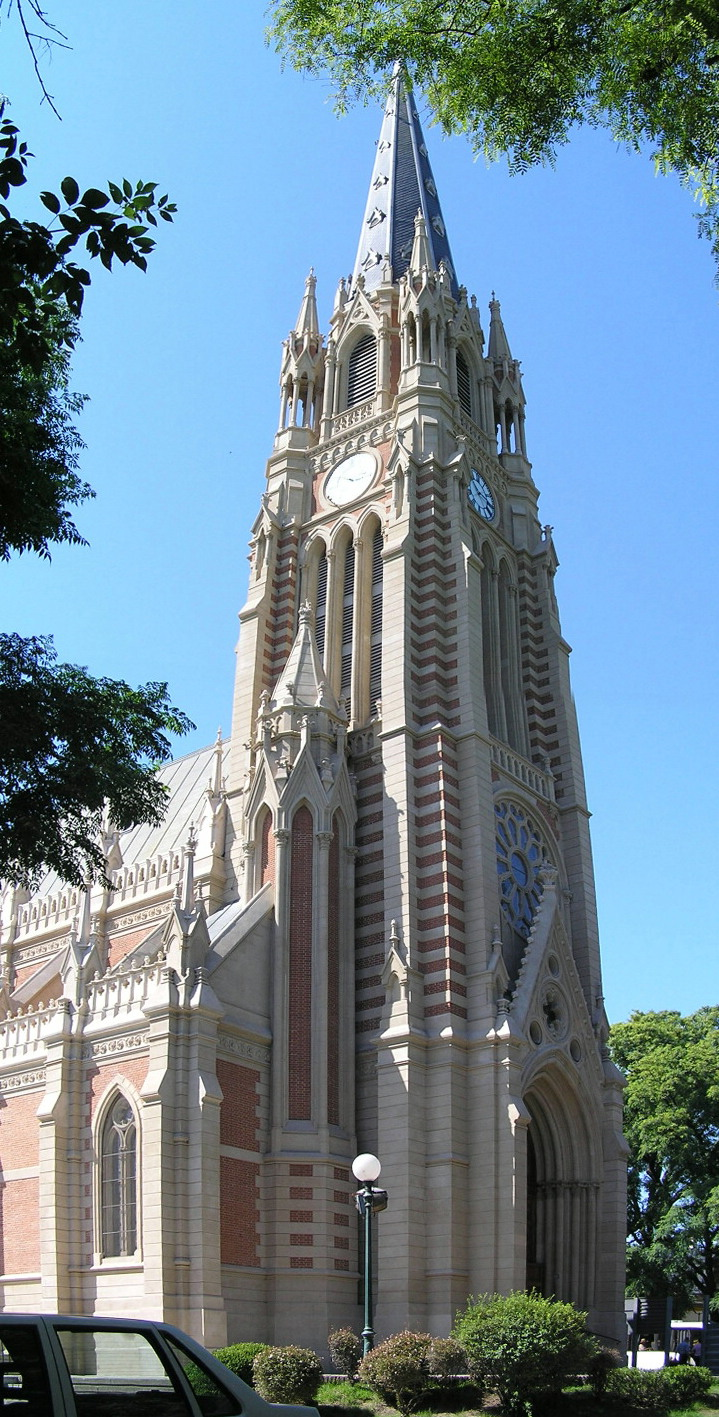
La Catedral de San Isidro
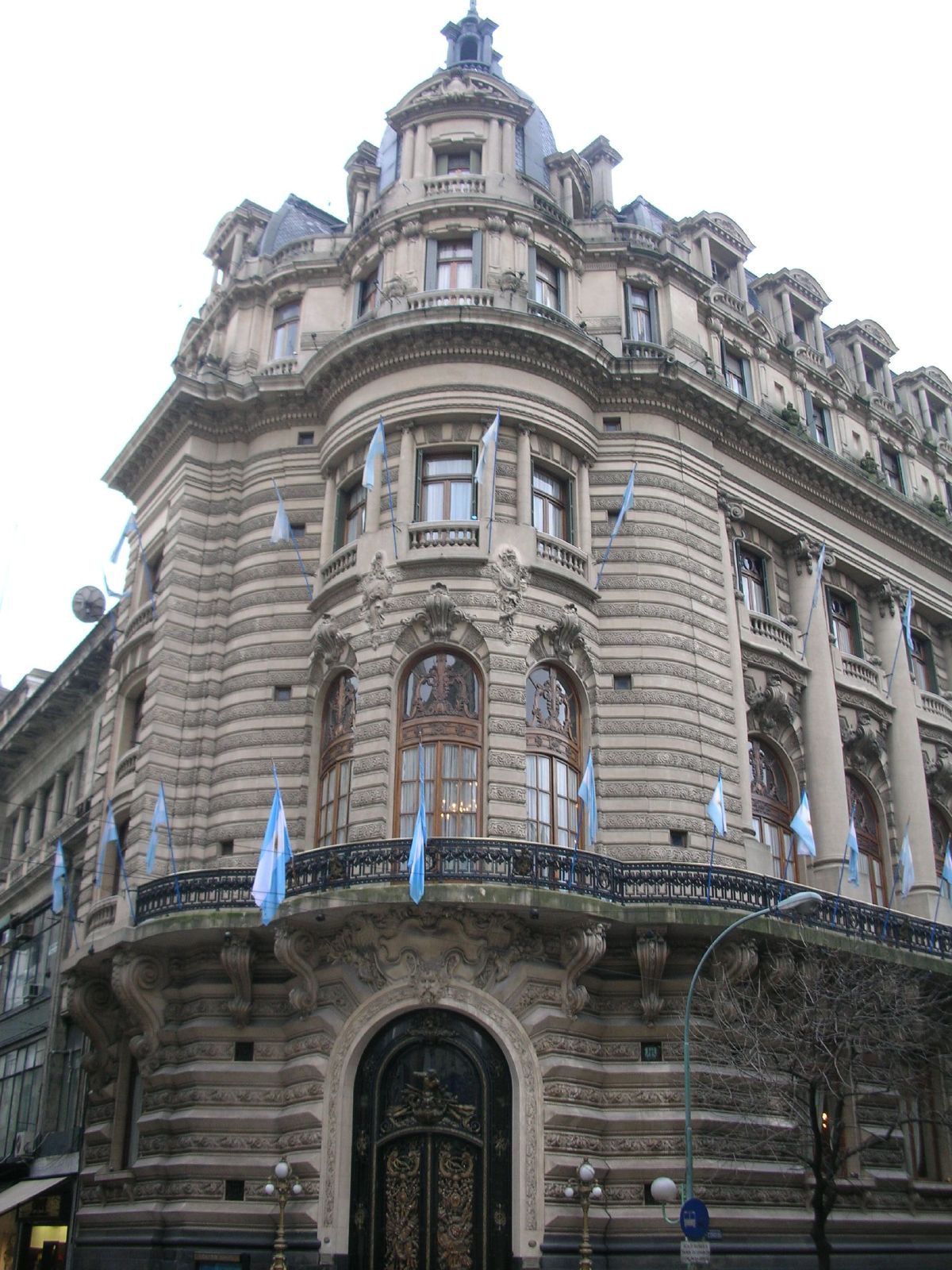
El Centro Naval
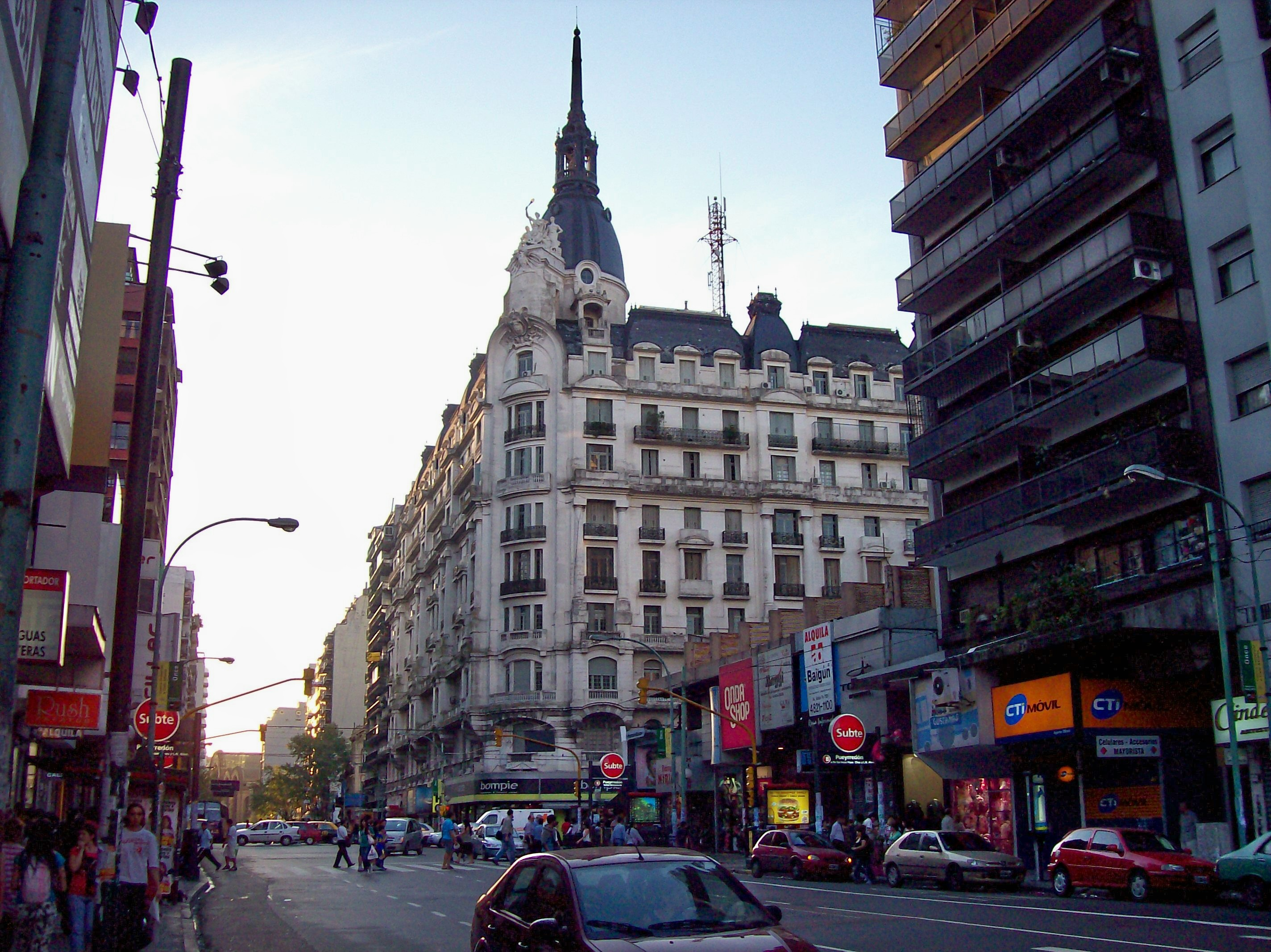
El Edificio de viviendas de "La Mutual"
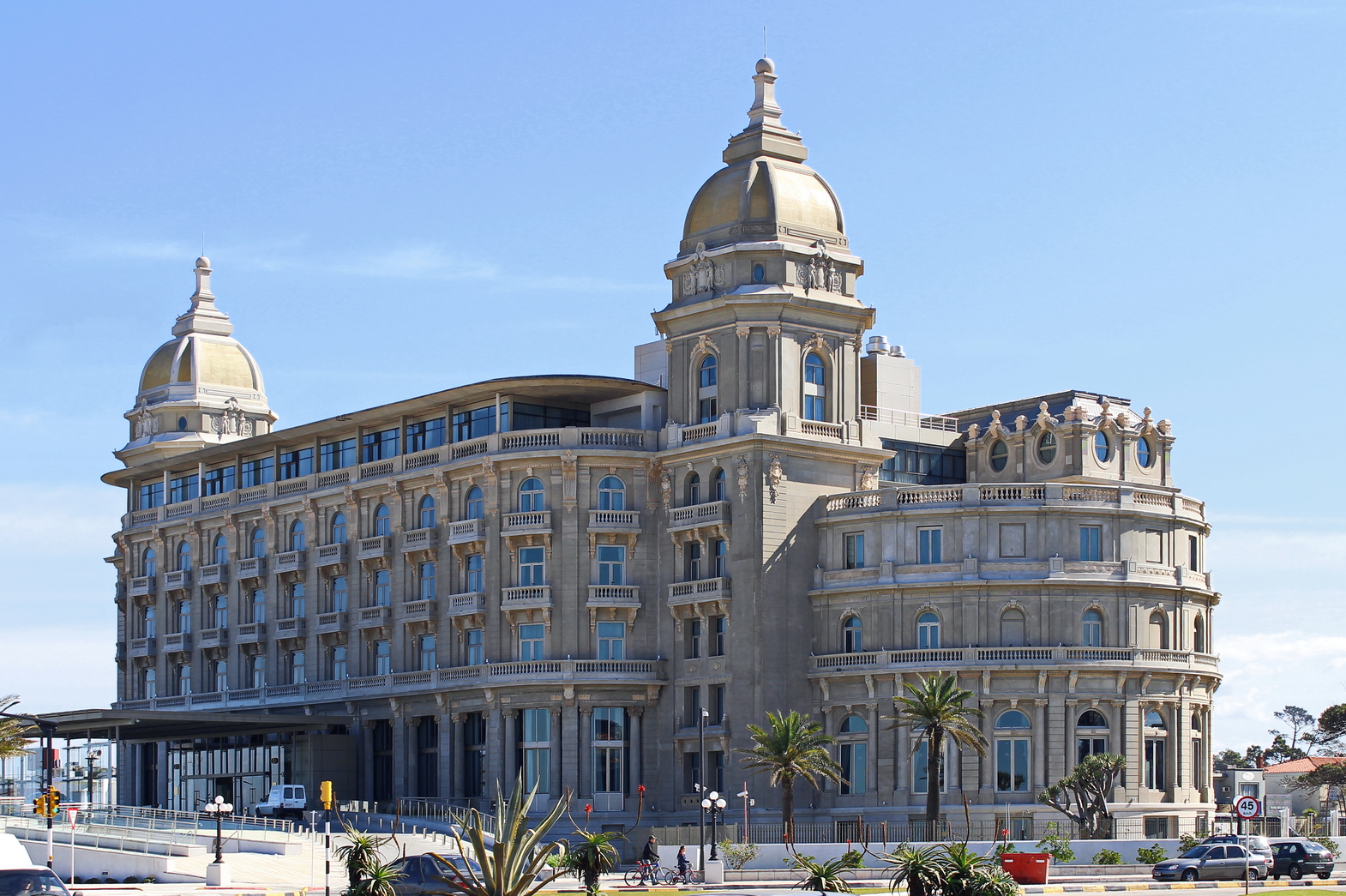
Hotel Carrasco, Montevideo